# Challakere(Rural), Challakere
Challakere(Rural) là một làng thuộc tehsil Challakere, huyện Chitradurga, bang Karnataka, Ấn Độ.